# Phytoeciini
Phytoeciini — триба жуков-усачей из подсемейства ламиин.

## Описание
Первые четыре брюшных стернита почти ровной длины или последовательно чуть более короткие. Эпистерны заднегруди более или менее широкие.

## Систематика
В составе трибы:
- Conizonia
- Coptosia
- Iranocoptosia
- Mallosia
  - Mallosia scovitzi
- Mallosiola
- Micromallosia
- Nupserha
- Oberea
- Opsilia
- Oxylia
- Paramallosia
- Phytoecia
- Pilemia
- Pteromallosia